# Cmentarz żydowski w Dobiegniewie
Cmentarz żydowski w Dobiegniewie – został założony na początku XIX wieku. Uległ poważnej dewastacji w okresie III Rzeszy – po wojnie część nekropolii zajęły uprawy rolnicze. Do naszych czasów zachowało się pięć nagrobków, z których najstarszy pochodzi z 1865 roku. Macewy wykonane są z piaskowca, inskrypcje są w języku hebrajskim i niemieckim.